# Cartanal (paroisse civile)
Pour les articles homonymes, voir Cartanal.
Cartanal est l'une des deux paroisses civiles de la municipalité d'Independencia dans l'État de Miranda au Venezuela. Sa capitale est Cartanal. En 2011, sa population s'élève à 70 899 habitants.

## Histoire
La paroisse civile est fondée le 15 août 1991.

## Géographie

### Démographie
Hormis sa capitale Cartanal, la paroisse civile possède plusieurs localités :
- Cartanal dont :
  - Bachaquero
  - Los Güires
- La Curta
- La Verota
- Las Lagunas
- Tomuso
- Quartiers nord de Santa Teresa del Tuy dont :
  - Luis Tovar